# Fantomius
Fantomius, de son véritable nom Lord John Lamont Quackett, est un personnage de fiction de Disney comics créé en 1969 par Elisa Penna, Guido Martina et Giovan Battista Carpi comme étant la source d'inspiration de Donald pour créer l'identité secrète de Fantomiald. Dans certaines traductions françaises, il est parfois appelé Fantomias ou Fabuland.

## Biographie fictive

### Enfance
Lord John Lamont Quackett est le fils de Lord Andrew Quackett, britannique et de Marie Lamont, française. Il serait né à Londres en 1885 et aurait vécu dans cette famille noble.

### Une vie de gentleman-cambrioleur
En 1908, il déménage à Donaldville, se faisant construire la célèbre Villa Rosa. En 1910, à la suite de l'humiliation d'Albert Trouvetou dans une soirée mondaine organisée par le baron Von Duck et de l'accusation de l'inventeur d'avoir volé le rubis du baron de Quatzyeux et le diamant du baron Von Duck, Quackett décide, avec les gadgets d'Albert Trouvetou, de venger son nouvel ami en devenant "Fantomius", personnage inspiré de "Robin des Couacs" (Robin des Bois) et de "Zozo" (Zorro). On découvre en fait que c'est le baron Von Duck qui avait volé le rubis et non pas Trouvetou.
Il multiplie ensuite ses actes de genleman-cambrioleur.

### Succession
Dans l'histoire, "Le vengeur diabolique" Donald Duck trouve le journal intime de Fantomius qu'il lit et lui donne envie de devenir Fantomiald grâce à l'aide des gadgets de Géo Trouvetou.

### Vie privée
Fantomius a eu une relation avec Jen Yu alias Lady Moutarde entre 1910 et 1914. Puis il a rencontré Lady Dolly alias Dolly Paprika qui deviendra sa compagne pour le reste de sa vie.

## Apparitions en bande dessinée
Depuis 1969, Fantomius est apparu dans plusieurs dizaines d'histoires. En septembre 2021, le site INDUCKS en recense 47 où il apparaît sous son masque (dont 40 ont été publiées en France) et 37 où il apparaît en tant que Lord Quackett (dont 34 ont été publiées en France). Bien sûr, la plupart des histoires entrent dans les deux catégories.
Il est d'abord cité dans l'histoire Donald... Ou comment devenir Fantomiald ! (Paperinik il diabolico vendicatore) de 1969, histoire marquant la première apparition de Fantomiald. Dans cette histoire, Donald hérite de la Villa Rosa (Il reçoit le courrier par erreur, c'est Gontran Bonheur qui devait être au départ le véritable héritier de Fantomius), veille maison abandonnée de Donaldville où habitait autrefois Fantomius. Il découvre les mémoires de ce dernier et décide de devenir son successeur sous le nom bien connu de Fantomiald. On croit le voir apparaître dans l'histoire Fantomiald à la rescousse ! (Papernik alla riscossa) de 1970, mais il s'agira finalement de Gontran puis de Donald qui se déguisent comme lui. Il faudra attendre 2005 pour avoir une véritable apparition physique du personnage.
Depuis sa création, le personnage a été repris et développé par Marco Gervasio à partir de 2002, révélant sa véritable identité en tant que Lord Quackett dans l'histoire Fantomiald contre Fantomius (Paperino e l'ombra di Fantomius). Son nom de baptême, John, apparaissant pour la première fois dans Fantomiald et le secret de Fantomius (Paperinik e il segreto di Fantomius), en 2011.
En 2005, les auteurs Andreas Pihl et Mårdøn Smet le font apparaître physiquement dans une histoire de Fantomiald, Fantomiald, la légende (The Legacy). On apprend qu'il est encore en vie et qu'il s'est fait passer pour mort pour passer sa retraite tranquillement. Il surveille Fantomiald pour savoir s'il est son digne successeur en pensant que c'est Gontran, celui qu'il avait désigné au départ.
À partir de 2007, Gervasio a commencé à dévoiler de plus en plus de détails sur le personnage. C'est dans l'histoire Chasse au trésor (Paperinik e il tesoro di Dolly Paprika), que le personnage de Dolly Paprika, fera sa première apparition. Il faudra attendre février 2012 et l'histoire Pas de futur pour le passé (Paperinik e il passato senza futuro) pour la voir sous son identité civile : Dolly Papera. Riche héritière en quête d'évasion et voleuse de haut vol comme Fantomius, elle sera traitée par Gervasio comme sa partenaire et son grand amour.
En novembre 2012, l'auteur a initié à partir du Topolino 2972, une série d'histoires dédiées, Les extraordinaires aventures de Fantomius gentleman cambrioleur (Le strabilianti imprese di Fantomius ladro gentiluomo), se déroulant dans la Donaldville des années 1920. Dolly Paprika y est très présente, mais on y rencontre également Albert Trouvetou (Copernico Pitagorico en version originale italienne), arrière-grand-père de Géo Trouvetou (ou grand-oncle dans certaines versions françaises). Il aide Fantomius en créant ses gadgets. Pendant l'été 2021, l'intégralité des aventures de Fantomius (dont la série de Gervasio) est publiée par Unique Héritage dans un hors-série de Mickey Parade Géant sous forme d'un coffret en quatre tomes,.
En août 2020, Marco Gervasio sort une histoire de cent pages, en cinq parties, nommée Canebridge (Paperbridge), racontant la jeunesse de Lord Quackett à l'université. La première partie de cette série est publiée en France en septembre 2021 dans Mickey Parade Géant n°384.

## Anecdotes
- Le nom du personnage est une référence à Fantômas créé par Marcel Allain et Pierre Souvestre en 1911[26]. Le style de gentleman cambrioleur est lui dérivé d'Arsène Lupin de Maurice Leblanc (1905).